# Plaža Sv. Jakov
Plaža Sv. Jakov jedna je od najatraktivnijih dubrovačkih plaža.
Nalazi se oko 1 kilometar daleko od Starog grada, na osami u maloj uvalici podno crkve Sv. Jakova po kojoj je plaža i dobila ime. 
Plaža je šljunčana, a s nje puca spektakularan pogled na Grad i otok Lokrum.
Zbog svog položaja podno stijena i osame na kojoj se nalazi omiljeno je kupalište Dubrovčana.
Na plaži je moguće pronaći gotovo sve sadržaje koje suvremena plaža mora imati.